# Herb Olsztyna
Herb Olsztyna – jeden z symboli miejskich Olsztyna w postaci herbu.

## Wygląd i symbolika
Herb miasta przedstawia na błękitniej tarczy postać apostoła świętego Jakuba Starszego ubraną w długą do stóp szatę, z gotycka pofałdowaną, z laską w prawej i z muszlą w lewej ręce w kapeluszu i z nimbem. Szaty i kapelusz białe zaznaczone szarą kreską, nimb, laska, muszla i ciżmy w kolorze złotym. Stosunek szerokości herbu do jego wysokości 5:6.
Wizerunek herbowy nawiązuje do zmarłego w 44 roku n.e. patrona najstarszej parafii miasta przy bazylice konkatedralnej. 

## Historia
Postać apostoła, która znajdowała się na jednej z dwóch pieczęci z II połowy XIV wieku, tzw. pieczęci większej, widniała w różnej formie na kolejnych pieczęciach miejskich. Na tzw. pieczęci mniejszej widniał herb kapituły warmińskiej, czyli półkrzyż i brama miejska. Apostoł Jakub był godłem rady miejskiej, a półkrzyż i brama godłem zamku olsztyńskiego, który pozostawał własnością kapituły. W okresie zaborów połączono dwa herby w jeden: półkrzyż i bramę (wieżę) gotycką oraz wędrowca ubranego w suknię pielgrzymią. W czasie II wojny światowej postać wędrowca usunięto. Po powrocie Olsztyna do Polski używano pełnego herbu cesarsko-niemieckiej wersji lub samej postaci świętego. W 1973 r. w związku z rozbudową Olsztyńskich Zakładów Opon Samochodowych herb podzielono na dwa pola – w jednym widniał wizerunek wędrowca, w drugim wizerunek opony z przetkniętym przez tę oponę kłosem. W 1982 powrócono do dawnych tradycji heraldycznych Olsztyna i uchwalono herb ze świętym Jakubem, a autorem wersji graficznej był Piotr Obarek.

Herb kapituły warmińskiej i jednocześnie pierwszy herb Olsztyna
Najstarsza pieczęć mniejsza Olsztyna z herbem i symbolami kapituły warmińskiej
Najstarsza pieczęć większa Olsztyna z wizerunkiem św. Jakuba, patrona kościoła parafialnego
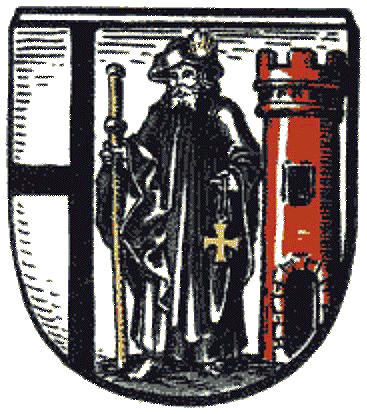
Wizerunek herbu używanego do 1945 roku (ryc. Otto Hupp)
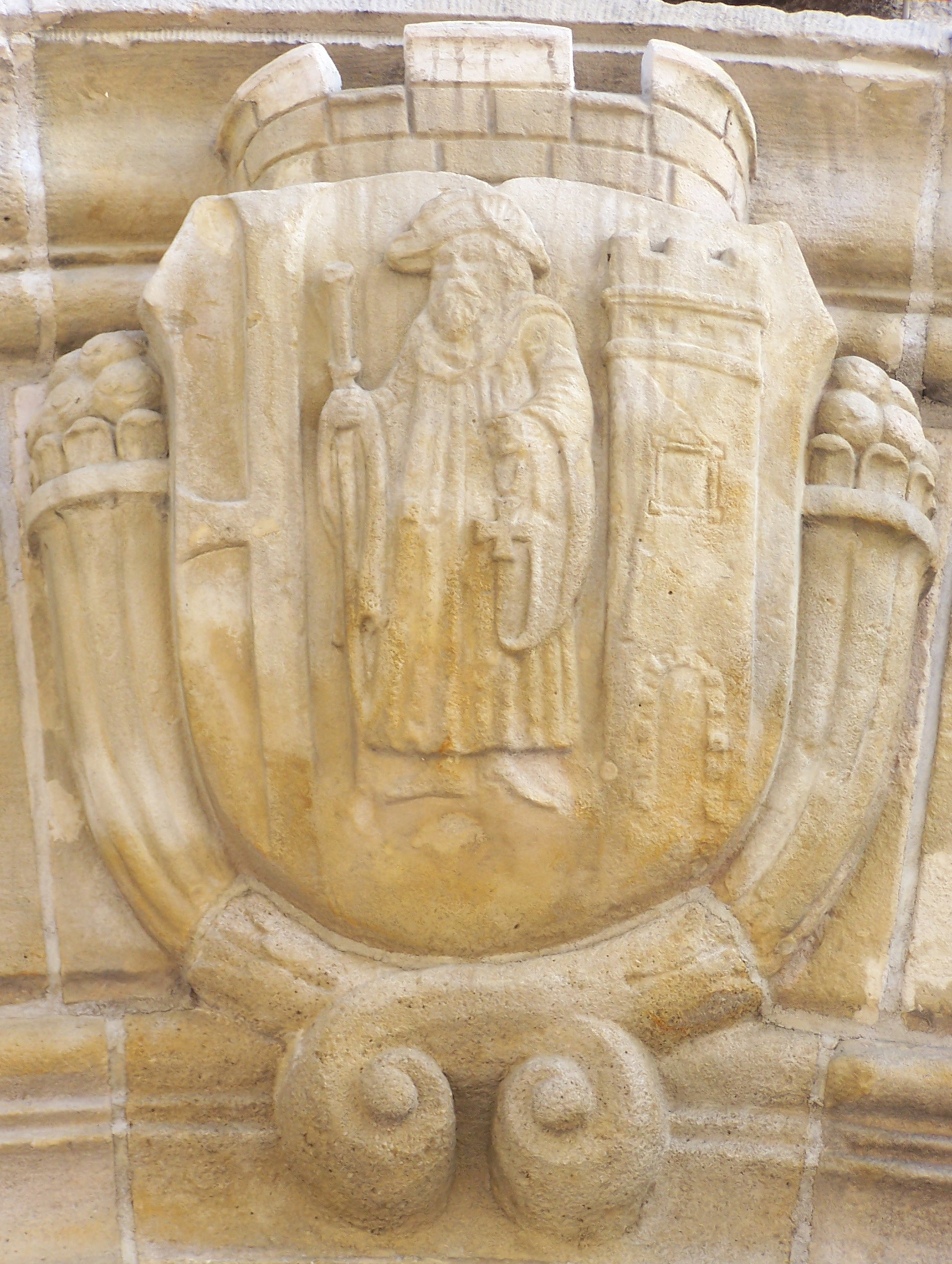
Herb Olsztyna nad wejściem do ratusza
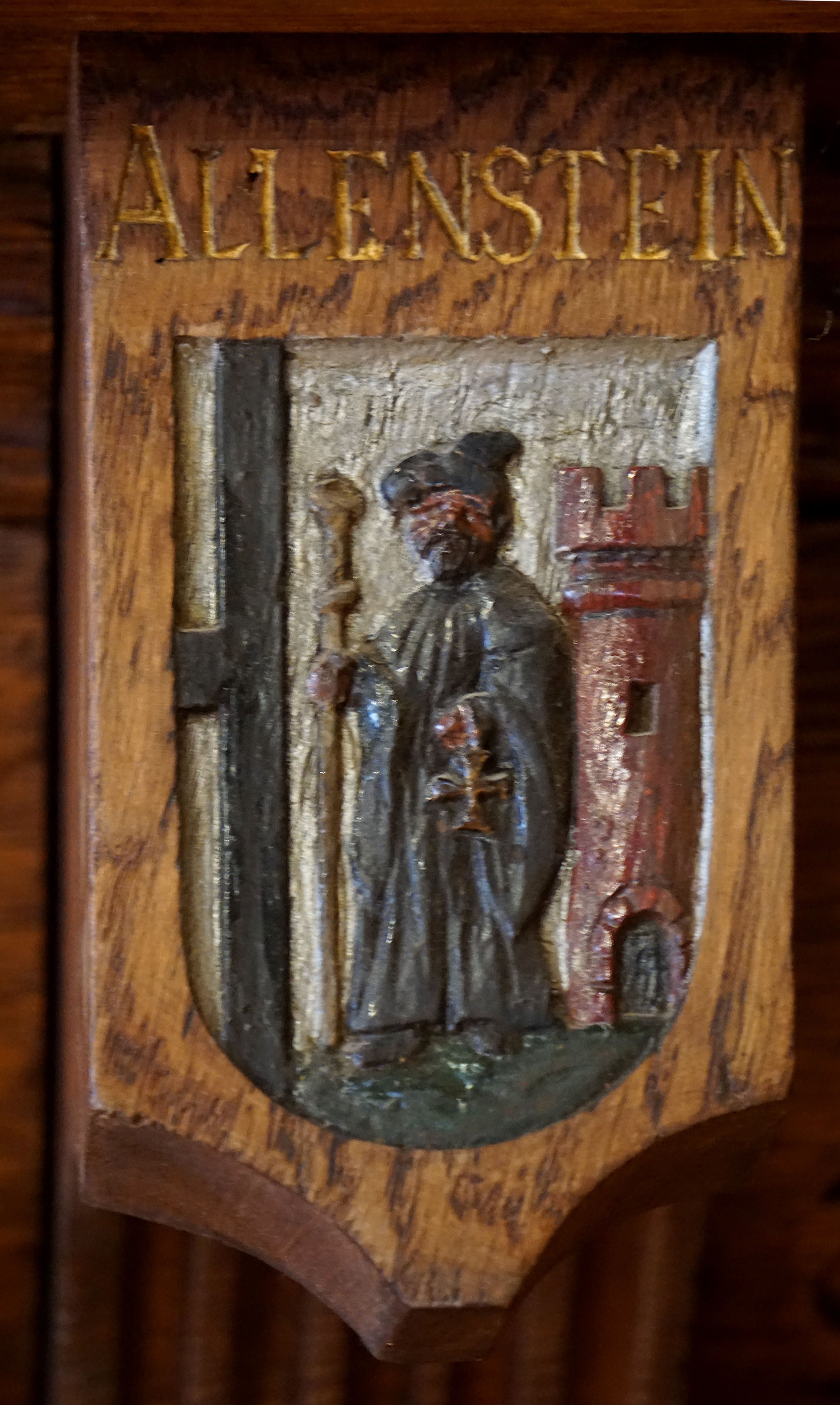
Dawny herb w sali plenarnej staromiejskiego ratusza w Gdańsku
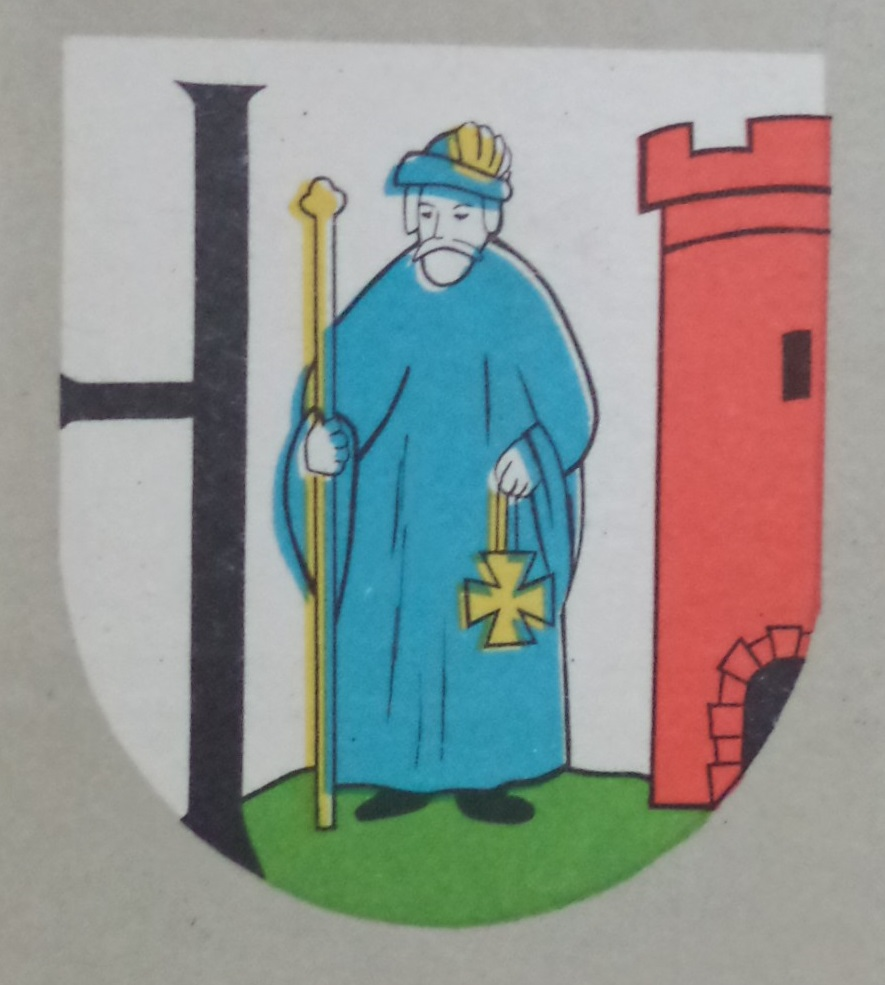
Herb używany po 1945 roku (na pocztówce z 1959 r.)
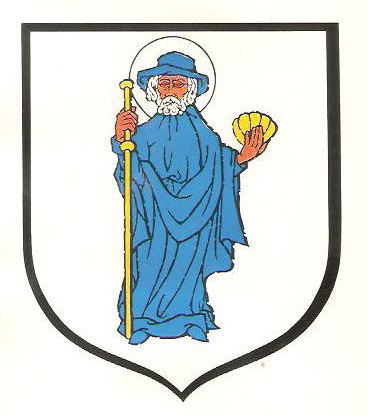
Herb w wersji używanej od lat 60. XX wieku
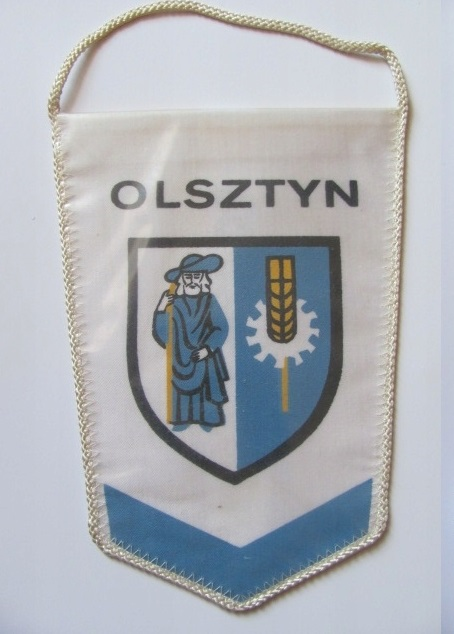
Herb obowiązujący w latach 1973-1982 (na proporczyku z 1978 r.)
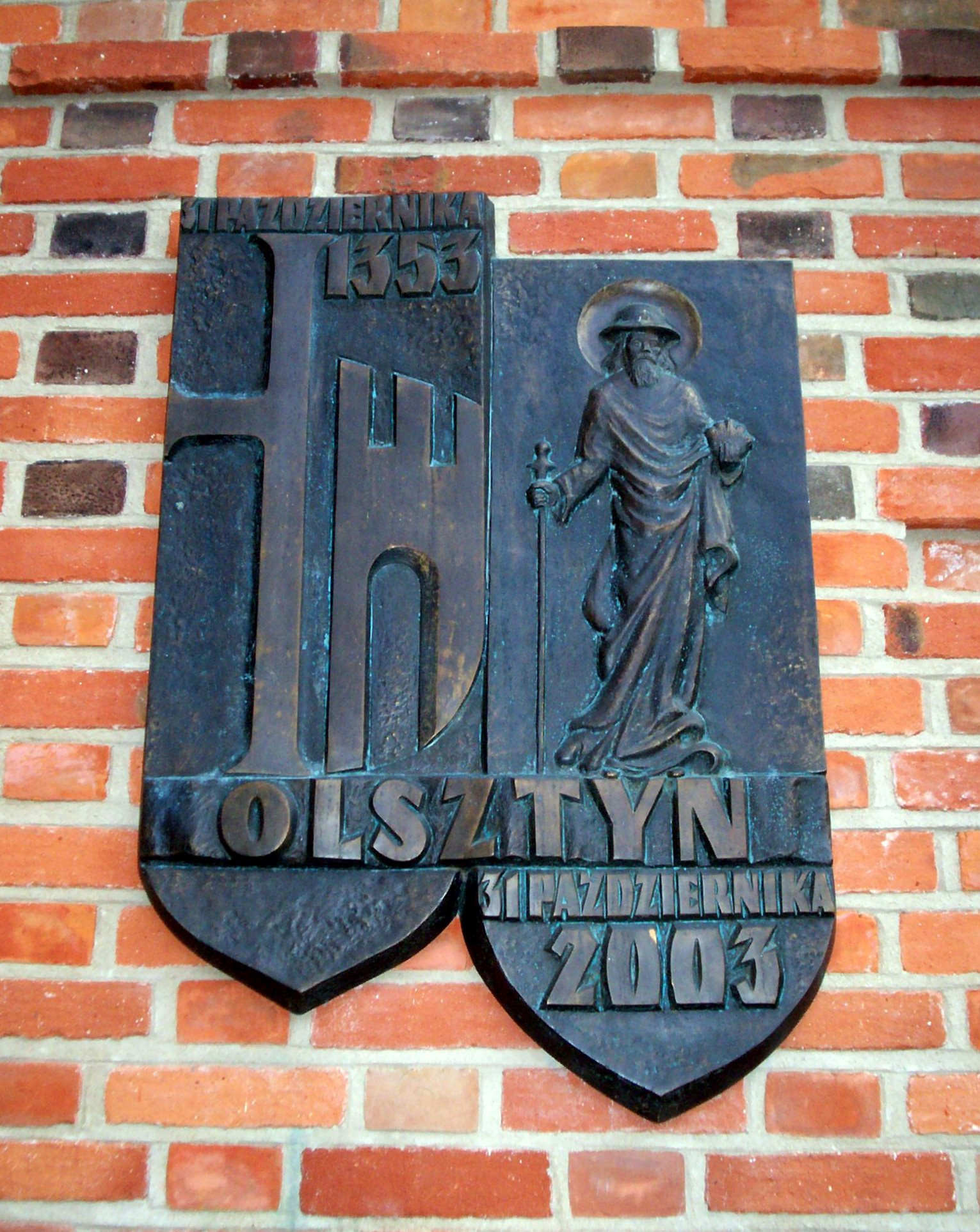
Najstarszy i aktualny herb Olsztyna na tablicy umieszczonej przy Wysokiej Bramie